# 1,3,3,3-tetrafluorpropeen
1,3,3,3-tetrafluorpropeen of HFO-1234ze is een gefluoreerde, onverzadigde koolwaterstof met als brutoformule C3H2F4. HFO staat voor hydrofluoroolefin. Het is bij normale temperatuur en druk een kleurloos gas.
Deze verbinding komt voor in een cis- en trans-isomeer. Het kookpunt van de cis-isomeer bedraagt −9 °C.

## Synthese
1,3,3,3-tetrafluorpropeen kan bereid worden door katalytische dehydrofluorering (onttrekking van waterstoffluoride) van 1,1,1,3,3-pentafluorpropaan.
Een andere mogelijkheid is de katalytische dehydrohalogenering van een verbinding met de formule CF3-CH2-CHFX met X een ander halogeenatoom dan fluor (chloor, broom of jodium).
Bij deze reacties worden beide isomeren gevormd, met het trans-isomeer in de grootste hoeveelheid. Men kan ze van elkaar scheiden door destillatie (scheiding op basis van het verschil in kookpunt).

## Eigenschappen
Trans-1,1,1,3-tetrafluorpropeen is een gas dat geen ozonafbrekend vermogen heeft en een laag aardopwarmingsvermogen van 6. De afbraakproducten van R-1234ze die bij emissie in de atmosfeer vrijkomen (o.a. R-23) hebben echter een hoge GWP-waarde van rond de 1400. Verder komen er PFAS-verbindingen vrij uit deze afbraakproducten. Het is daarom geen milieuvriendelijk alternatief voor R-134a en andere synthetische koudemiddelen die op de nominatie staan om uitgefaseerd te worden.
De verwante stof 2,3,3,3-tetrafluorpropeen (HFO-1234yf) heeft een soortgelijk schadelijk effect op gezondheid en milieu in verband met PFAS-verbindingen.   

## Toepassingen
1,3,3,3-tetrafluorpropeen is een monomeer en comonomeer voor verschillende polymeren. Het wordt gebruikt als blaasmiddel voor polyurethaan-, polystyreen- en andere kunststofschuimen, en als drijfgas in spuitbussen.
De stof wordt als koudemiddel ingezet als een alternatief voor 1,1,1,2-tetrafluorethaan (R134a).